# Polystichum multifidum
Polystichum multifidum är en träjonväxtart som först beskrevs av Georg Heinrich Mettenius, och fick sitt nu gällande namn av Moore. Polystichum multifidum ingår i släktet Polystichum och familjen Dryopteridaceae. Utöver nominatformen finns också underarten P. m. pearcei.